# 勾陳增四
仙王座OV，又名BD+87 51，HD 51802、SAO 1168、HR 2609，是仙王座的一颗恒星，视星等为5.07，位于銀經126.22，銀緯27.72，其B1900.0坐标为赤經6h 53m 44.3s，赤緯+87° 27.72′ 20″。